# Brănești (Ilfov)
Brăneşti è un comune della Romania di 10 708 abitanti, ubicato nel distretto di Ilfov, nella regione storica della Muntenia. 
Il comune è formato dall'unione di 4 villaggi: Brănești, Islaz, Pasărea, Vadu Anei.